# Лубенец, Ольга Андреевна
Ольга Андреевна Лубенец (1919 год — 1996 год) — главный врач областной детской больницы, гор. Караганда, Казахская ССР. Герой Социалистического Труда (1969). Заслуженный врач Казахской ССР (1964).

## Биография
В 1941 году окончила Московский медицинский институт. После начала Великой Отечественной войны эвакуировалась в Казахстан.
Работа
- С 1941 по 1945 год — заведующая участковой больницы в селе Семизбуга в Ульяновском районе Карагандинской области.
- С 1946 по 1948 год — педиатр в детской консультации.
- С 1948 по 1953 год — педиатр в городской детской больнице.
- В 1953—1954 годах — ординатор областной детской больницы в Караганде.
- С 1954 по 1971 год — главный врач областной детской больницы.

В 1969 году удостоена звания Героя Социалистического Труда за большой вклад в развитие здравоохранения.
С 1971 по 1985 год — врач-физиотерапевт.
С 1985 года — на пенсии.
Скончалась в 1996 году.

## Награды
- Герой Социалистического Труда — указом Президиума Верховного Совета СССР 4 февраля 1969 года
- Орден Ленина